# Клименко Юлія Вікторівна
Клименко Юлія Вікторівна (нар. 25 серпня 1986, Миколаїв) — українська тенісистка, майстер спорту України міжнародного класу. Бронзова призерка Літніх Паралімпійських ігор 2012 року.

## З життєпису
Займалася настільним тенісом у Миколаївському обласному центрі «Інваспорт» (1999—2001). З 2001 року займається в Миколаївській спеціалізованій дитячо-юнацькій школі паралімпійського резерву.
- Учасниця Літніх Паралімпійських ігор 2008 року (5-те місце у команді)
- Дворазова чемпіонка в особистій і командній першості (Хорватія, 2011), срібна в команді (Словенія, 2007), бронзова в особистій першості (Італія, 2005) призерка чемпіонатів Європи.
- Срібна і бронзова призерка в особистій і командній першості Всесвітніх ігор інвалідів із наслідками дитячого церебрального паралічу (США, 2005).
- Переможниця і призерка численних міжнародних рейтингових турнірів.

Закінчила Національний університет кораблебудування імені адмірала Макарова (2011).